# Ethereal wave
Az ethereal wave a dark wave/gothic zene egyik alstílusa. Nevezik még etheric wave-nek, ethereal darkwave-nek, ethereal goth'-nak, heavenly voices-nak (főleg Európában), vagy egyszerűen etherealnak (főleg az Egyesült Államokban). Fő jellemzője a sejtelmes, légies, suttogó női énekhang, illetve az atmoszferikus szintetizátor- és gitárjáték (gyakran olyan hatásokkal  kiegészítve, mint a visszhang vagy a késleltetés). Az irányzatra erős hatást gyakorolt az ambient, és a klasszikus zene.

## Zenekarok, előadók
- Amethystium
- Ataraxia
- Autumn's Grey Solace
- black tape for a blue girl
- Chandeen
- Cocteau Twins
- Dead Can Dance
- Delerium
- Lisa Gerrard
- Love Is Colder Than Death
- Love Spirals Downwards
- Lycia
- Siddal
- Trance To The Sun